# 陳平一
陳平一，京劇琴師，中國國家1級演奏員（獨奏演員），天津人，師從高一鳴、尤繼舜等學京劇音樂，曾为上海京剧院京胡琴师，現任河南京劇院院长助理。
他從小學習京劇胡琴藝術，在北京戲曲學校、上海戲曲學院附中、上海戲曲學院修習京劇胡琴專業，2005年得學士學位。2011年获MFA硕士学位。
2005年7月4日，他首次舉辦專場京劇胡音樂會「弦韻星輝」，邀請梅葆玖、裘芸、夏慧華、趙葆秀、張克等演唱，他領奏。
2007年7月14日，他舉辦第2場京劇胡音樂會「琴弦京韻」，邀請梅葆玖、尚長榮演唱，王玉璞打鼓，劉英吹嗩吶
2011年12月11日，由纽约李氏京剧基金会赞助的《纪念京剧大师余叔岩诞辰121周年——陈平一京音会》在上海天蟾逸夫舞台举办。邀请尚长荣、兰文云、于魁智、李胜素等名角到场演出。